# Distaplia turboensis
Distaplia turboensis är en sjöpungsart som beskrevs av Kott 2004. Distaplia turboensis ingår i släktet Distaplia och familjen Holozoidae. Inga underarter finns listade i Catalogue of Life.